# Nepri
Nepri è una divinità egizia appartenente alla religione dell'antico Egitto ed era la protettrice del grano.
| n · p · r | i | A40 |

 n p r i 

con le varianti
| n · p · r |

 n p r 
| n · p | i | M4 |

 n p i
Figlio di Renenet e consorte di Tait era, di norma, rappresentato come una figura umana con il corpo formato da semi di grano o con una figura umana recante due spighe in mano o sul capo.
Amenemhat I scrive, nel suo L'insegnamento di Amenemhat per il figlio Sesostri:

Hapy  mi ha onorato su tutti i campi

nessuno ha patito la fame durante il mio regno

nessuno ha patito la sete»